# Les Métaboles
Ne doit pas être confondu avec Métaboles.
Les Métaboles sont un ensemble vocal professionnel français fondé par Léo Warynski en 2010 et spécialisé dans l’interprétation a cappella d’un large répertoire, notamment des XXe et XXIe siècles.

## Historique
Les Métaboles sont fondées en 2010 par le chef d'orchestre et chef de chœur Léo Warynksi ; le nom de l’ensemble, qui fait référence à la métamorphose, est inspiré d’une œuvre symphonique d’Henri Dutilleux, Métaboles,,.
En 2018, l'ensemble est lauréat du Prix Liliane-Bettencourt pour le chant choral, décerné en partenariat avec l'Académie des beaux-arts,.
Depuis cette date, l'ensemble bénéficie du soutien de la DRAC et est implanté en région Grand Est, avec notamment un travail pédagogique mené avec les collèges de la région et une programmation avec la ville de Strasbourg et le festival Musica,,,.

## Présentation
Léo Warynski est le chef des Métaboles qui réunissent entre 8 et 32 chanteurs professionnels, selon le répertoire.
Ils travaillent avec des compositeurs tels que Yann Robin et Francesco Filidei,,.
Les Métaboles se produisent lors de festivals sur les scènes françaises et internationales, comme le festival Musica de Strasbourg, les Musicales de Normandie ou le Festival Voix nouvelles à Royaumont,.
Léo Warynski et le parfumeur Quentin Bisch ont imaginé et produit un concert olfactif, associant les parfums et la musique, pour les représentations de La Nuit américaine, qui met à l’honneur la création vocale américaine du XXe et XXIe siècle,.
Les Métaboles collaborent ponctuellement avec des orchestres et des ensembles instrumentaux,.

## Discographie
- 2014 : Sviridov, Schnittke, Tchesnokov, Mysterious Nativity, Brilliant Classic[22].
- 2016 : Stucky, Whitacre, Copland, Barber, Lauridsen, Feldman, Une nuit américaine, NoMad Music[22],[23].
- 2020 : Ravel, Saint-Saëns, Britten, Schafer, Jardin féerique, NoMad Music[24],[25].